# Hearts of Iron II: Doomsday
Hearts of Iron II: Doomsday je samostojni dodatek za računalniško igro Hearts of Iron II, izdano 4. aprila 2006. Dodatek vsebuje vse kar je v prvotni igri in dodaja časovno obdobje po drugi sv. vojni, hipotetično vojno med Sovjetsko zvezo ter zavezniki.

## Obveščevalna služba
Dodana je nova možnost, obveščevalna služba z vohuni iz hladne vojne. S to možnostjo lahko pridobivamo informacije o drugih državah in izvršujemo vrsto operacij, kot so: 
- Kraja tehnoloških načrtov
- Sabotaža produkcije
- Atentati ministrov in vodij
- Širjenje propagande
- Govor širšim medijem
- Sabotaža infrastrukture
- Podpora partizanom
- Državni udar

## Druge spremembe
Prisotnih je še več sprememb: 
- Dodani so novi grafični modeli, kot so bombniki
- Spremljevalne letalonosilke
- Bolnišnice, ki krijejo izgube
- Možost izbire nadgrajevanja divizij
- Možnost avtomatskega nadzora produkcije
- Trgovanje z orožjem, enotami
- Razširjeno tehnološko drevo
- Taktične jedrske konice

## Sistemske zahteve
Windows:128 MB RAM, DirectX 9.0c, 600 MB praznega prostora na trdem disku, Windows 98 ali novejši.
Mac OS X: 500 MHz G3 ali hitrejši, 256MB spomina.